# Seymour Hicks
Sir Seymour Hicks (Sheffield, 30 gennaio 1871 – 6 aprile 1949) è stato un attore e produttore cinematografico inglese. Inoltre è stato sceneggiatore, impresario teatrale e scrittore.

## Biografia
La prima interpretazione di Hicks si è avuta all'età di sedici anni in una recita a Islington. Nel 1889, si fece ingaggiare da una compagnia teatrale condotta da una coppia di coniugi i signori Kendal, con i quali iniziò una tournée americana. 
Nel 1893, si sposò con l'attrice Ellaline Terriss. Hicks lavorò anche per il cinema: il suo primo film risale al 1913. Diretto da Leedham Bantock, vi interpretava il ruolo di Ebenezer Scrooge, il gretto protagonista del racconto di Dickens. Un ruolo che avrebbe ripreso nel 1935 in un film di Henry Edwards.
Dopo una parentesi che durò dal 1915 al 1923, durante la quale si assentò dallo schermo, tornò al cinema con Always Tell Your Wife, un film tratto da un suo lavoro teatrale di cui fu interprete e produttore. Sul set, licenziò il regista Hugh Croise, per assumerne un altro, molto giovane e inesperto: Alfred Hitchcock. 
Nella sua carriera cinematografica che si chiuse nel 1949, Hicks interpretò venticinque film in molti dei quali recitava a fianco della moglie. Appare come sceneggiatore o soggettista in quasi una ventina di pellicole. Saltuariamente, fu produttore e regista.

## Riconoscimenti
Hicks è stato l'unico attore britannico a recitare in Francia durante le due guerre mondiali, ricevendo inoltre per due volte la croce di guerra per i suoi servizi al regno. In seguito, fu insignito, nel 1935, del titolo di cavaliere.

## Filmografia
La filmografia, secondo IMDb, è completa.

### Attore
- Scrooge, regia di Leedham Bantock (1913)
- David Garrick, regia di Leedham Bantock (1913)
- Always Tell Your Wife, regia di Leedham Bantock (1914)
- A Prehistoric Love Story, regia di Leedham Bantock (1915)
- Always Tell Your Wife, regia di Hugh Croise - cortometraggio (1923)
- Blighty, regia di Adrian Brunel (1927)
- Heard This One, regia di R.E. Jeffrey (1930)
- Sleeping Partners, regia di Seymour Hicks (1930)
- The Love Habit, regia di Harry Lachman (1931)
- Glamour, regia di Seymour Hicks e di Harry Hughes (1931)
- Quattrini a palate (Money for Nothing), regia di Monty Banks (1932)
- The Secret of the Loch, regia di Milton Rosmer (1934)
- Royal Cavalcade, regia di Herbert Brenon, W.P. Kellino, Norman Lee e Walter Summers (1935)
- Mr. What's-His-Name?, regia di Ralph Ince (1935)
- Vintage Wine, regia di Henry Edwards (1935)
- Scrooge, regia di Henry Edwards (1935)
- It's You I Want, regia di Ralph Ince (1936)
- Eliza Comes to Stay, regia di Henry Edwards (1936)
- Change for a Sovereign, regia di Maurice Elvey (1937)
- The Lambeth Walk, regia di Albert de Courville (1939)
- Young Man's Fancy, regia di Robert Stevenson (1939)
- Pastor Hall, regia di Roy Boulting (1940)
- Tragica luna di miele (Busman's Honeymoon), regia di Arthur B. Woods (1940)
- Fame Is the Spur, regia di Roy Boulting (1947)
- Un vigliacco ritorna (Silent Dust), regia di Lance Comfort (1949)

### Sceneggiatore
- Scrooge, regia di Leedham Bantock (1913)
- Always Tell Your Wife, regia di Leedham Bantock (1914)
- A Prehistoric Love Story, regia di Leedham Bantock (1915)
- Sporting Life, regia di Maurice Tourneur (1918)
- Always Tell Your Wife, regia di Hugh Croise - cortometraggio (1923)
- Sporting Life, regia di Maurice Tourneur (1925)
- The Sporting Lover, regia di Alan Hale (1926)
- One of the Best, regia di T. Hayes Hunter (1927)
- Tell Tales, regia di R.E. Jeffrey - cortometraggio (1930)
- Sleeping Partners, regia di Seymour Hicks (1930)
- The Matrimonial Bed, regia di Michael Curtiz (1930)
- The Love Habit, regia di Harry Lachman (1931)
- L'Amour et la veine, regia di Monty Banks (1932)
- Quattrini a palate (Money for Nothing), regia di Monty Banks (1932)
- Mr. What's-His-Name?, regia di Ralph Ince (1935)
- Vintage Wine, regia di Henry Edwards (1935)
- Change for a Sovereign, regia di Maurice Elvey (1937)
- Vento di milioni, regia di Dino Falconi (1940)
- Kisses for Breakfast, regia di Lewis Seiler (1941)

### Regista
- Sleeping Partners (1930)
- Glamour, co-regia Harry Hughes (1931)